# Хотел Норцев
Хотел Норцев је хотел са три звездице, налази се на Фрушкој гори, у близини ТВ торња на Иришком Венцу. Послује у оквиру Привредног друштва „Одржавање и услуге” из Новог Сада, формираног 2004. године, издвајањем из ЕПС Војводина.
Налази се на 506 метара надморске висине, удаљен је 20km од Новог Сада, 65km од Београда и 4km од раскрснице на Иришком Венцу.
Хотел располаже са 39 соба, 4 апартмана као и са једним председничким апартманом. Такође, има четири сале и сепаре са 280 места и озвучењем, технички опремљену учионицу са 15 компјутера, интернет конекцију, сауну, теретану, затворен базен, салу за стони тенис, као и брдско-планинске бицикле.